# Vespers van Efeze

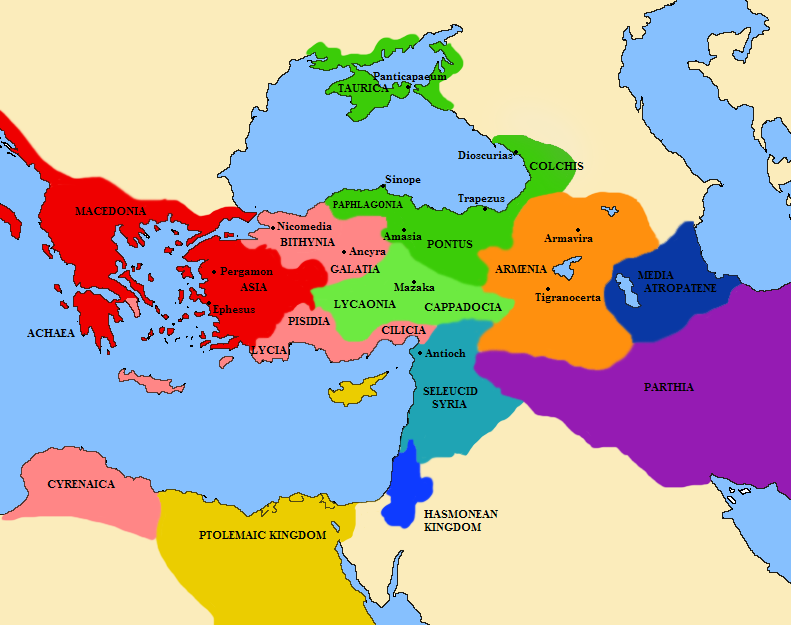
Pontus en omringende landen aan de vooravond van de eerste Mithridatische oorlog.

Met de door Théodore Reinach geïntroduceerde term Vespers van Efeze (ook Aziatische Vespers, bloedbevel van Efeze genoemd) wordt het bloedbad op ongeveer 80 000 Romeinen en Italiërs in 88 v.Chr. bedoeld, dat Mithridates in alle poleis van de door hem bezette Romeinse provincie Asia had bevolen aan te richten.
De Vespers van Efeze vielen in de tijd van de Mithridatische oorlogen. Deze vonden hun oorsprong in de pogingen van Mithridates om zijn heerschappij in Klein-Azië uit te breiden en leidden tot conflicten met Rome, dat een dergelijke machtsconcentratie in deze regio niet wenste te dulden. In 89/88 v.Chr. ging de stad Efeze over naar het kamp van Mithridates. De Pontische koning Mithridates had met de Vespers van Efeze de uitschakeling van elke Italische oppositie in het door hem beheerste gebied voor ogen. Tegelijkertijd was het zijn doel de materiële verwachtingen van de partijgangers te bevredigen. Mithridates had zich in het kader van zijn annexionistische plannen weliswaar tot bevrijder van de Grieken uitgeroepen, maar het was hem tot dan toe niet gelukt om zijn oorlogskas aan te vullen. Als lucratief doelwit koos hij de in Klein-Azië gevestigde Italiërs uit, die door hun herkomst geen oren hadden naar zijn beleid. Bovendien waren deze mensen rijk, omdat ze voornamelijk in de handel en administratie actief waren. Als andere oorzaak voor de door Mithridates bevolen pogrom wordt ook de opgekropte haat van de bevolking van de provincie Asia tegenover de Romeinse belastingpachters (publicani) genoemd, die de provincie meer dan veertig jaar hadden uitgebuit. Aldus beval Mithridates per decreet vanuit zijn residentie in Efeze de moord op alle Italiërs, ongeacht leeftijd, status of geslacht, op een vastgelegde dag. De begrafenis van de gedoden werd bovendien expliciet verboden.
De Eerste Mithridatische Oorlog werd met het Verdrag van Dardanos in 85 v.Chr. beëindigd. Bij de reorganisatie van Klein-Azië legde Sulla in 84 v.Chr. aan de stad Efeze, die zich zo bereidwillig aan de kant van Mithridates had geschaard, een strafrechtelijke vervolging op. De stad verloor grote delen van haar grondgebied en de leiders van de anti-Romeinse partij werden geëxecuteerd. Er volgde ook een brandschatting. Als aanvullende belasting voor de stad richtte Sulla hier zijn winterkamp in.